# RPG 만들기 2000
RPG 만들기 2000 (RPG 쯔꾸르 2000)은 주식회사 아스키 (기업)로부터 발매된 RPG 게임 제작 소프트웨어이다. 확장판으로서 RPG 쯔꾸르 2000 VALUE! 및 RPG 쯔꾸르 2000 VALUE!+도 발매되었다.

## 개요
화면 해상도는 RPG 쯔꾸르 95의 640*480(VGA)에서 320*240(QVGA)으로 축소됐고, 또 게임 실행 중에는 마우스를 다룰 수 없게 되었다. 또 소재는 화상 한 장당 최대 256색의 팔레트밖에 취급할 수 없지만 동시 발색수는 하이 칼라(65536색) 이상이 되었기 때문에 다른 팔레트를 가지는 화상을 무제한으로 조합할 수 있게 되었다. 한꺼번에 여러 개의 쯔꾸르 2000을 열 수는 없지만 복사된 내용은 게임 디스크를 일단 닫고 다른 작품을 열었을 때도 남아 전투 애니메이션(마법진 이펙트)을 다른 작품으로 복사할 수 있도록 돼 있다.
더욱이 변수 개념이 추가됨에 따라 플래그 기능으로 이전부터 탑재되었던 "스위치"와 구분하여 사용함으로써 복잡한 분기 등의 작성이 매우 용이해졌다.스위치 변수의 수는 각각 최대 5000개까지 자유롭게 확장이 가능하다. 전투 이벤트를 이용하는 것에 의해, 전투중 회화나 적의 HP 조정을 실시함으로써 적의 HP를 9999 이상으로 하거나 HP를 0으로 하는 것 이외로 적의 페이드 아웃을 자작하는 것도 가능하게 되었다.
변수 명령어 등의 탑재로 이벤트 표현의 폭이 크게 넓어져 기존 이벤트에서는 도저히 작성할 수 없었던 복잡한 시스템을 이벤트만으로 구현할 수 있게 됐다. 이에 따라 기존 전투 장면을 사용하지 않고 모두 이벤트 명령어로 짜낸 '자작 전투'나 RPG에 머물지 않는 액션 요소가 있는 게임을 작성하는 유저도 나타났다. 이후의 작품과 비교하면 데이터베이스상의 제약을 비롯해 다양한 제약이 있었지만 조작성과 기능의 풍부함, 접근성 등 높은 인기를 얻었다. 발매로부터 10년 이상 지난 현재도 애용하고 있는 유저는 적지 않고, 웹상에서 대응 소재의 배포가 계속 되고 있다.
2001년 3월에는 RPG 쯔꾸르 2000 핸드북 (ISBN 978-4-7577-0172-4) 이 간행되고 있어 샘플 게임으로서 "가라 던전", "액션 RPG", "악마의 탑"이 부속되어 있었다. 덧붙여 수록되어 있던 소재는 VALUE!+ 판에도 수록되었지만, 샘플 게임은 포함되어 있지 않다.
초회 출하판에는 특전으로서 복수의 성우에 의한 "보이스 데이터 CD"가 동봉되어 있었다. Value! 버전은 윈도우 비스타 및 윈도우 7에 대응하고 있으며, 또 Value!+ 버전은 Windows 8 에도 대응하고 있다. 쯔꾸르 웹에서는 30일간 무료 체험판이 공개되고 있다.

### 런타임 패키지
RPG 쯔꾸르 2000은 PC판 RPG 쯔꾸르 시리즈에서 처음으로 런타임 패키지 (이하 RTP라고 기재)가 채용된 작품이기도 하다. RTP는 본작의 본체에 포함되어 있기 때문에 본작의 사용자가 다시 도입할 필요는 없지만, 본작이 설치되지 않은 환경에서 작품을 플레이하려면 미리 RTP를 도입할 필요가 있다. 그러나 표준 소재가 모두 RTP에 포함됨에 따라 많은 작품은 파일 크기가 대폭 경감되고 있다. 이는 웹상에서의 배포를 고려한 것이다. 또, 작품의 인스톨러에 RTP를 포함하는 것도 가능하게 되어 있다.

### 아츠마루(atsumaru) 플랫폼에 대한 대응
2021년 5월 3일에 쯔꾸르 작품 투고 플랫폼 아츠마루(atsumaru)에 RPG 쯔꾸르 2003과 함께 대응했다. 엄밀하게는 easyRPG에 대한 대응이 된다.

## RPG 쯔꾸르 2000 VALUE!
주식회사 엔터브레인으로부터 발매되고 있는 소프트웨어이다. 기본적으로는 RPG 쯔꾸르 2000의 염가판으로, 사양이 다소, 추가 · 변경된 것이다. 그리고 인터넷 콘테스트 파크 수상작 등 32편이 작품집으로 수록되어 있다. 덧붙여 개발은 엔터브레인으로 이행하고 있어 종래의 RPG 쯔꾸르 2000과는 이하와 같은 차이점이 있다.
- BGM으로서 MP3 파일을 취급할 수 있게 되었다. 또한 ADPCM으로 압축된 WAV 파일을 사용할 수 있게 되었다.
- 픽처 동시 표시 수가 20장에서 50장으로 늘었다.
- 쉬프트 키를 다룰 수 있게 되었다.
- 적 캐릭터의 HP를 9999까지 설정할 수 있게 됐다.
- 데이터베이스 각 항목의 최대치가 증가했다.
- 배틀 이벤트로 설정 가능한 항목이 늘었다.
- 전투 애니메이션은 픽처보다 위에 표시되게 됐다.
- Windows 95는 동작 보증 대상에서 제외되었다.

덧붙여 종래의 RPG 쯔꾸르 2000에서도, 무상의 업 데이터(V1.50 이후)를 다운로드해 적용함으로써, 「VALUE!」와 동등한 기능이 추가된다.

## RPG 쯔꾸르 2000 VALUE!+
주식회사 엔터브레인으로부터, 2012년 9월 27일에 발매된 소프트이다. "RPG 쯔꾸르 2000"의 재저가판이 되며, 사용자 등록은 온라인 형식으로 변경되어 후술하는 '핸드북'의 소재가 추가 수록된다. "RPG 쯔꾸르 XP" 의 재저가판 "RPG 쯔꾸르 VX"의 확장판과 함께 일본 소재 세트와 동시에 발매되었다.
또, Windows 8 의 일반 판매에 앞서 동일 OS 에 대응하도록 설계되었다. 기능 등의 변경에 대해서는 특별히 발표되지 않았다. 2012년 10월 현재 발매되고 있는 것은 이쪽뿐이다.Windows XP 이전의 OS는 모두, 동작 보증 대상에서 제외되었다. 또, Ver1.52 의 업 데이터도 준비되어 있지만 업데이트를 실시하지 않아도 Windows 7·8에서도 정상적으로 동작한다.

## 샘플 게임
신부의 관(花嫁の冠) 이외의 샘플 게임은 게임 폴더 안에 있는 소재를 자유롭게 사용할 수 있다.
신부의 관(花嫁の冠)
주인공 가인은 코프 마을에 사는 청년. 절친 마이클은 플로라와 사랑하는 사이가 되어 버리지만 마을의 규정으로 연애는 허용되지 않고, 가인은 절친 마이클을 위해 규칙을 끊으려고 떠난다.덧붙여 RPG 쯔꾸르 VX발매일에 투쿨 시리즈의 이용 약관이 변경되어 신부의 관의 음악 · 음성이나 화상은 전용할 수 없게 되었다.
- 시나리오: 신키 신 (新木伸)
- 캐릭터 디자인: 사지마 마코토 (佐嶋真実)
- BGM: Xacs 이시카와(Xacs 石川)
- 캐스트(CAST)
  - 마리온 (マリオン) : 아사카와 유우 (浅川悠)
  - 키사라 (キサラ) : 이마이유카 (今井由香)
  - 율리아 (ユリア) : 후유마 유미 (冬馬由美)
  - 아넷 (アネット) : 테즈카 치하루 (手塚ちはる)
  - 로카 (ロッカ) : 타무라 유카리  (田村ゆかり)
  - 릴리 (リリー) : 타카노 나오코 (高野直子)
  - 마왕 (魔王): 시오자와 가네히토 (塩沢兼人)
  - 여신 (女神) : 스가와라 상자 (菅原祥子)
  - 암흑 기사 (暗黒騎士) : 아이다 사야카 (相田さやか)
  - 암흑마도사 (暗黒魔道士) : 야마다미호 (山田美穂)
  - 네코무스메 (ネコ娘) : 쿠기미야 리에 (釘宮理恵)
  - 마이클 (マイケル) : 우에다 유지 (上田祐司)
  - 플로라 (フローラ) : 호리에 유이 (堀江由衣)
  - 이세리나 (イセリナ) : 토쿠나가 아이 (徳永愛)
  - 플린트 (フリント) : 스즈무라 켄이치 (鈴村健一)
  - 고리강 (ゴリガン) : 장황고사 (長嶝高士)
  - 드래곤 (ドラゴン) : 이이즈카 쇼오조오 (飯塚昭三)
- 여담
  - 시나리오를 담당한 신키 신(新木伸)에 의해 본작의 전날담 『장작 캐기 슬로 라이프를 시작합니까?[네/아니오]』 (『薪割りスローライフをはじめますか？［はい／いいえ］』)및 본작 등장인물 후손들의 활약을 그린 GE Φ 굿이터 (『GEΦグッドイーター』)가 집필되었다.

어비스 다이버#0 (Abyss-Diver#0, アビスダイバー#0）
제작자는 나이트-블레이드(『KNight-Blade』)나 『Bite a Cat!』(모두 인터넷 콘테스트 파크(インターネットコンテストパーク) 금상 수상작)의 작자인 시게토세 켄지(である重歳謙治, 물레방아 발차기(水車蹴り)). 서력을 사용할 수 없게 된 아득한 미래의 지구가 무대이다. 500억이 넘는 인간을 위해 어비스로 불리는 지하 거주 콜로니를 정체 모를 괴물이나 로봇으로부터 탈환하는 것이 어비스 다이버의 임무. 주인공 베르너는 눈이 불편한 여동생을 위해 어비스로 간 채 돌아오지 않는 친구 알렉스를 찾기 위해 어비스 다이버가 되어 아득한 지하세계에서 싸운다.
작자의 사이트에서 본작의 후일담이나, 본편을 다른 시점에서 그린 소설을 읽을 수 있다.(이른바 2차 창작이지만, 작자 공인 후에 공개되고 있다).또 설정자료와 패러디 만화도 공개돼 있다.
엔딩 후 차기작 『어비스-Diver #1』(Abyss-Diver#1)의 제목이 뜨는데, 이는 나중에 RPG 쯔꾸르 VX로 제작됐다.

해적
주인공 클레스는 해적을 소탕하려 자신의 마을에서 떠난다. 배를 움켜쥐고 수많은 사건을 해결하면서 세계를 오가며 악의 근원을 끊는 스토리이다.전통적인 RPG로서는 볼륨이 있지만 맵이 이상하게 넓고 명확한 지표가 되는 스토리도 부족하기 때문에 지도를 만들면서 플레이할 필요가 있다(게임 중에서도 권장되고 있다). 엔카운트율이 상당히 높다. 엔딩은 매우 심플하기는 하지만 AVI 파일을 사용한 무비가 준비되어 있다.

퀸 쿠(クイーン・クー)
여주인공 쿠하르사 이온테는 사실 살리아라는 공주. 성 밖 세계에서 만난 사람들과 함께 대화하고 몬스터를 소환해 싸우거나 길드 간에 무역을 하는 샘플 게임이다. 거의 모두 자작 시스템으로 구성돼 있어 RPG라기보다는 시뮬레이션 게임이다.

3(III)
제작자는 「죄수에의 페르·엠·후루」(『囚人へのペル・エム・フル』)의 야마타니 마코토(八百谷真). 위험 사상범으로 불합리한 이유로 투옥된 주인공 청년 칼레스 액셀러에 관한 이야기다. 그는 별로 밖에 나가고 싶어하지 않는다. 유체이탈을 할 수 있는 고스트라는 특수한 능력을 갖췄지만 그와 같은 능력을 갖춘 사람은 자신만이 아니었다.
게임 자체는 짧지만 고스트라는 독특한 시스템을 이용한 작품이다.또, AVI 파일에 의한 뮤비도 존재한다.

꿈틀거리는 어둠의 보루(蠢く闇の砦)
타세계에서 온 주인공 유리는 여주인공 아텔과 함께 아텔과 떨어진 두 동료를 찾기 위해 저택 안을 탐색한다. 게임 화면은 RPG풍이지만 실제로는 어드벤처 게임적 작품으로 주인공의 행동에 따라 3개의 엔딩으로 분기된다.

수도원(修道院)
주인공 아가르 스트래거드는 아이들이 사라진 수도원에서 검과 방패를 들고 정체 모를 자들과 싸워 나간다.장르는 액션 게임에 가깝고 미니게임도 여러 종류 준비되어 있다. 미니 게임에 버그가 있었기 때문에 핸드북 CD롬 내 등에 수정 패치가 공개됐다.

## 유명작
- 적인 강좌 (盗人講座)（2001년） - 자작 게임 연표[1]・모구라 게임스[2]에서 언급
- 하평사로 (Nepheshel)（2002년） - 자작 게임 연표[1]· 모구라 게임스[2]에서 언급
- 새벽의 입피리 불기 (夜明けの口笛吹き)（2003년） - 모구라 게임스[3]· 자작 게임 연표[1]에서 언급
- 이스투아 (イストワール)（2003년） - 모구라 게임스[3]· 창문의 숲[4]에서 언급
- 세라픽 블루 (Seraphic Blue)（2004년） - 모구라 게임스[3]· 자작 게임 연표[1]에서 언급
- 실페이드 환상담 (シルフェイド幻想譚)（2005년） - 모구라 게임스[5]·자작 게임 연표[1]에서 언급
- 슈퍼 콜럼바인 대학살 RPG! (スーパーコロンバイン大虐殺RPG!)（2005년）
- 노비타의 BIOHAZARD (ドラえもん のび太のBIOHAZARD)（2005년） - 어드벤처 게임 사이드[6]·자작 게임 연표[1]에서 언급
- Ruina 폐도 이야기 (Ruina 廃都の物語)（2008년） - 모구라 게임스[3]·자작 게임 연표[1]에서 언급
- 타올담요를 다시 (タオルケットをもう一度)（2009년） - 모구라 게임스[3]·자작 게임 연표[1]에서 언급
- 이상한 성의 헬렌 (ふしぎの城のヘレン)（2011년） - 모구라 게임스[3]·자작 게임 연표[1]에서 언급
- 이브 (Ib)（2012년）
- 와다노하라와 대청해 (大海原と大海原)（2013년）